# Dubiaranea affinis
Dubiaranea affinis is een spinnensoort uit de familie hangmatspinnen (Linyphiidae). De soort komt voor in Ecuador.